# Embelia mildbraedii
Espèce
Synonymes
- Maesa lanceolata var. mildbraedii (Gilg & G. Schellenb.) Taton[1]

Statut de conservation UICN

 NT  : Quasi menacé
Embelia mildbraedii (Gilg & G. Schellenb.) est une espèce de plantes à fleurs de la famille des Primulaceae et du genre Embelia.

## Étymologie
Son épithète spécifique mildbaedii rend hommage au botaniste Gottfried Wilhelm Johannes Mildbraed.

## Distribution
Elle est endémique du Cameroun d'où elle réside sur les hautes terres, soit entre 1 800 à 3 200 m d'altitude, notamment au mont Cameroun, mais aussi sur les hautes terres de Bamenda. Cette espèce pourrait être menacée par la déforestation liée à l'agriculture.